# Paul de Nollet de Laipaud
Paul de Nollet de Laipaud est un homme politique français né le 5 septembre 1734 au château du Mas-du-Bot à Blond (Haute-Vienne) et décédé à une date inconnue.
Capitaine de cavalerie, grand sénéchal d'épée, il est député de la noblesse aux États généraux de 1789 pour la sénéchaussée de la Basse-Marche. 

## Sources
- « Paul de Nollet de Laipaud », dans Adolphe Robert et Gaston Cougny, Dictionnaire des parlementaires français, Edgar Bourloton, 1889-1891 [détail de l’édition]